# كوو (مجلة)
كانت كوو مجلة إسبانية تصدر بين عامي 1995 و2019. كانت تنشر العلوم عبر بوابتي التدبر والترفيه. وشمل محتواها موضوعات عن الصحة والعلوم والتكنولوجيا والتاريخ والبيئة والتغذية وعلم النفس. وفي 2019، توقفت مجلة كوو عن النشر في شكل مطبوعات، وشرعت في نشر عدة أعداد خاصة كل عام.
أسس الفرع الإسباني لدار النشر الفرنسية هاشيت فيليباتشي هذه المجلة ونشرت لأول مرة في إسبانيا عام 1995. كان أوسكار بيثيرا أول مدير تحرير لها، بينما كان بانشو جييخارو مديرًا فنيًا. كان خابيير أويرتا وأيتور مارين أول صحفيين بالمجلة رفقة بيثيرا وجييخارو في المرحلة الأولى من النشر. كما شارك خوان كانيو، نائب رئيس التحرير السابق لمجلة هاشيت، بشكل وثيق في التطوير الإبداعي للمجلة. وكان يُديرها بالما جرانادوس، بينما كان خورجي ألكالدي آخر رئيس تحرير لها.